# Sarmați

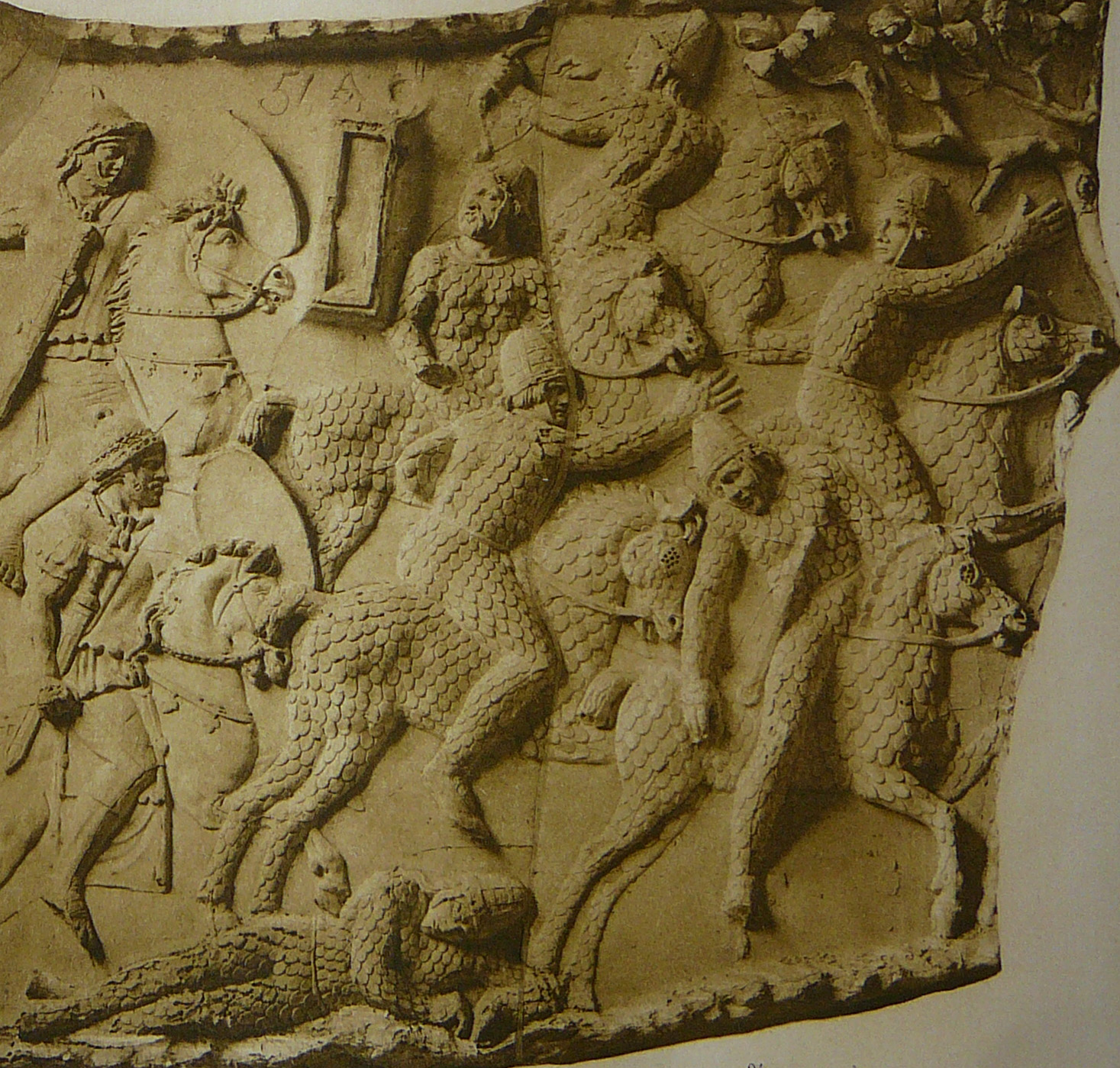
Catafracții sarmați (aliații lui Decebal) pe Columna lui Traian

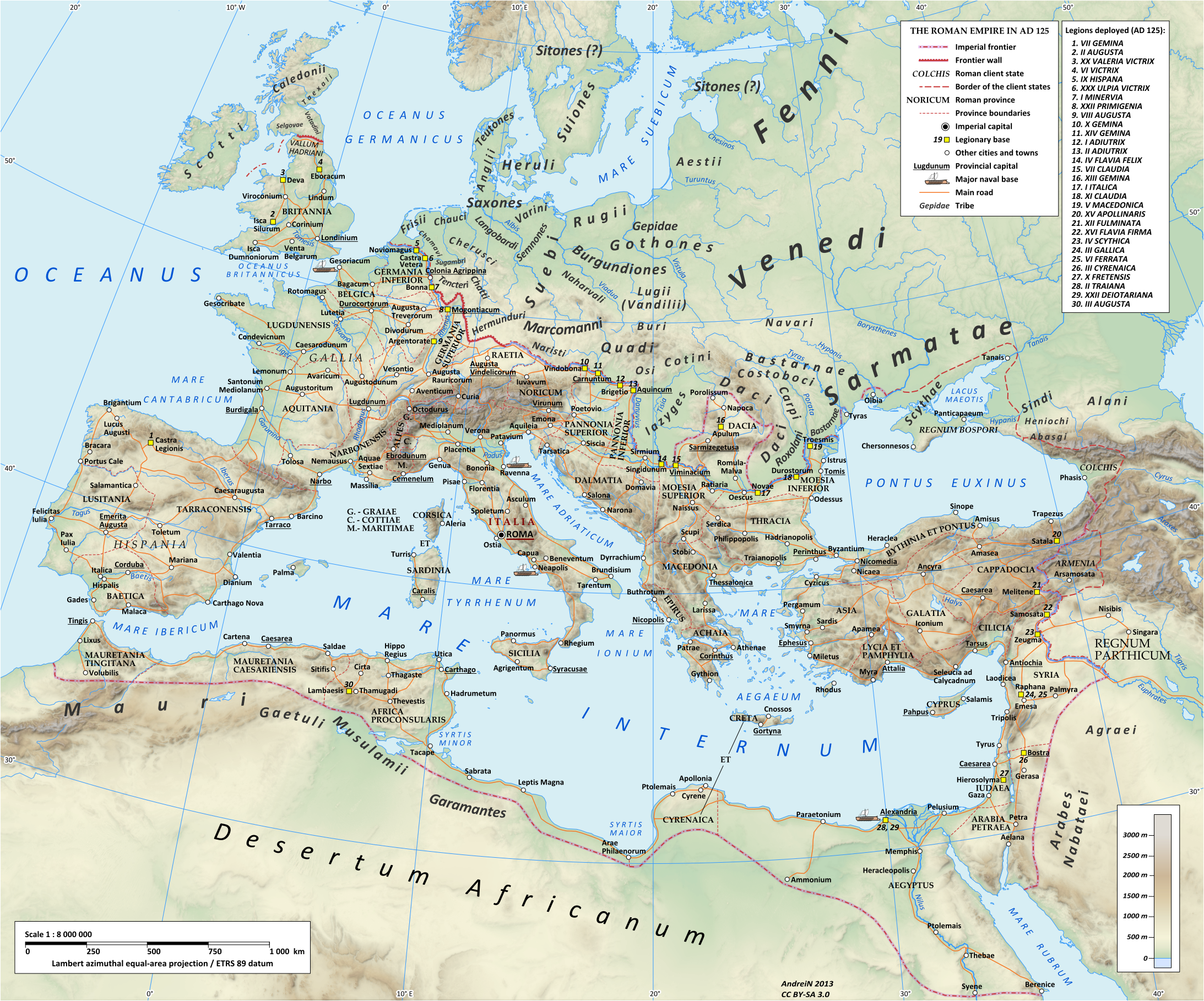
Imperiul roman în timpul lui Hadrian (împărat între 117–138) cu sarmații locuind în stepele ucrainene

Sarmații (lat. Sarmatae) erau un grup de triburi nomade iranice din antichitate, care au existat din secolul al V-lea î.Hr. și până în secolul al IV-lea d.Hr. La apogeul extinderii teritoriale au ocupat stepele dintre Volga, Caucaz și gurile Dunării.

## Istorie
Originari din partea centrală a stepei euroasiatice, sarmații erau una dintre culturile scitice în sens larg. Sarmații au fost menționați mai întâi de Herodot și Hipocrate, fiind pe atunci aflați încă la răsărit de Don. Ei au început să migreze spre vest în jurul secolelor al IV-lea și al V-lea î.Hr., ajungând să-i domine pe sciții, cu care erau înrudiți îndeaproape, în jurul anului 200 î.Hr. Pe timpul lui Augustus ei apar pe la gurile Dunării. Triburi izolate de sarmați apar și în Dacia: iazigii – între Dunare și Tisa și roxolanii – în zona Moldovei, în sec. al II-lea și al III-lea d. Hr. 
Sarmații sunt descriși ca popor războinic, buni călăreți și buni arcași. În secolul al III-lea d.Hr stăpânirii lor asupra stepei nord-pontice i s-a pus capăt de către goți. În timpul invaziilor hunice mulți dintre sarmați s-au alăturat goților și altor triburi germanice (vandali) și au început să colonizeze Imperiul Roman de Apus.
Au existat mai multe triburi sarmate: iazigii, alanii, roxolanii ș.a. În secolul al XIV-lea, alanii, la rândul lor, s-au împărțit în mai multe ramuri printre care iașii, stabiliți în zona Moldovei, unde au lăsat numele lor orașului Iași. Urmașii alanilor au supraviețuit în Caucazul de Nord, unde locuiesc în republica autonomă Osetia de Nord-Alania.
Cronicarii bizantini au dat denumirea de „sarmați” și altor popoare care au locuit ulterior la nord de Marea Neagră: popoare asiatice (mongolice) sau slave, din care coboară o parte dintre ruși și ruteni.

## Etimologie

Reconstrucții faciale din anii 1930 ale unor femei sarmate (făcute de antropologul Mihail Mihailovici Gerasimov)

Savantul englez Harold Walter Bailey considera numele sarmaților provenind din rădăcina avestică sar- (a se mișca brusc). Oleg Trubaciov vedea originea sa în limba indo-ariană *sar-ma(n)t (bogat în femei, condus de femei). Ideea că numele ar deriva de la cuvântul grecesc pentru șopârlă (sauros) este aproape sigur nefondată.

## Sarmația

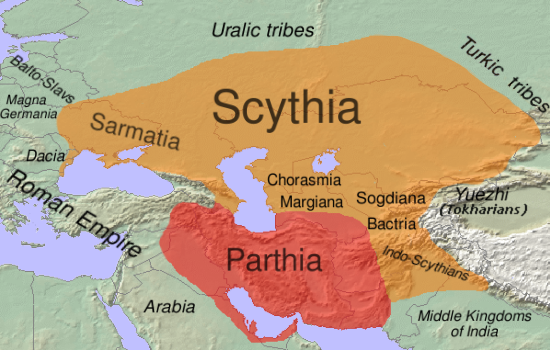
Limbile iranice de est în primul secol î.Hr. arătate în oranj.

Sarmații (în nord-estul Daciei Romane)

Sarmația era țara locuită de sarmați; după Ptolemeu Sarmația europeană ținea din Germania și Dacia până la Don, iar Sarmația asiatică de la Don până la Volga.

## Marea sarmatică
Aceasta este o denumire dată de paleo-geografi unei întideri de ape care corespundea aproximativ cu Sarmația, dar care este cu mult anterioară sarmaților istorici, devreme ce a dispărut acum mai bine de 100.000 ani. Această mare cuprindea actualele mări Neagră, Caspică și Aral, precum și câmpiile dintre ele.